# Nagroda Pokoju

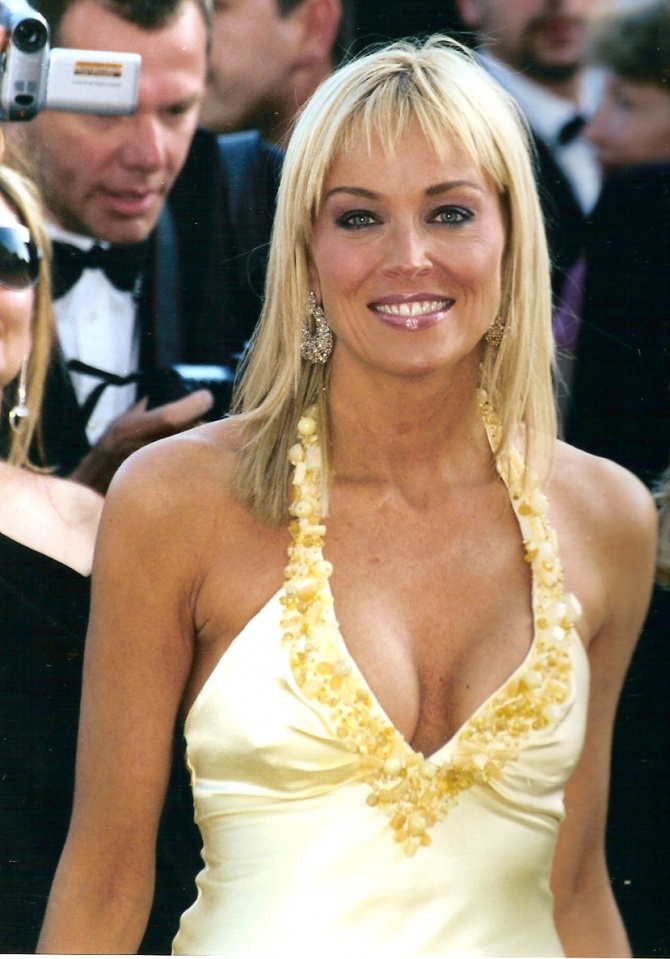
Sharon Stone - Peace Summit Award 2013

Nagroda Pokoju (ang.Peace Summit Award) (przed rokiem 2006 Man of Peace Award) - nagroda przyznawana przez komisję złożoną z noblistów i wręczana w trakcie Światowego Szczytu Laureatów Pokojowej Nagrody Nobla (World Summit of Nobel Peace Laureates) osobom ze świata kultury i rozrywki, które stając w obronie praw człowieka, rozprzestrzeniania zasady pokoju i solidarności w świecie uczyniły wybitny wkład do międzynarodowej sprawiedliwości społecznej i pokoju, oraz zwracają uwagę opinii publicznej na problemy współczesnego świata.

## Lista laureatów
Laureatami tej nagrody byli:
- 2002 Roberto Benigni
- 2003 Italian National Singers’ Football Team (Włoscy Krajowi Śpiewacy 'Zespół piłkarski)
- 2004 Cat Stevens
- 2005 Bob Geldof
- 2006 Peter Gabriel
- 2007 Don Cheadle i George Clooney
- 2008 Bono
- 2009 Annie Lennox
- 2010 Roberto Baggio
- 2012 Sean Penn
- 2013 Sharon Stone
- 2014 Bernardo Bertolucci
- 2015 René Juan Pérez Joglar (Residente)